# Белорусский металлургический завод
Белорусский металлургический завод (бел. Беларускі металургічны завод; БМЗ) — предприятие чёрной металлургии в городе Жлобине в Республике Беларусь. Численность персонала составляет около 11 тысяч человек. Является управляющей компанией холдинга «Белорусская металлургическая компания» (БМК).

## История
БМЗ построен фирмами «Фест-Альпине» (Австрия) и «Даниели» (Италия). Первоначальная производственная мощность завода — 700 тысяч тонн стали в год. Первая плавка, как и разливка СТАЛЬ 1 ГОСТ, была произведена 15 октября 1984 года. Первый директор БМЗ — Дерожант Левонович Акопов.
Согласно программе развития завода на 2011—2015 года, на БМЗ была проведена самая масштабная в его истории модернизация. В 2014-м была завершена реконструкция сталеплавильной печи № 1 и машины непрерывного литья заготовок № 2. Реализованные мероприятия позволили увеличить производительность агрегатов до 1 и 1,2 млн т/год, соответственно. Также в начале 2014-го завершено строительство новой известково-обжигательной установки № 3. Данный объект позволяет удовлетворить нарастающую потребность производства в свежеобожжённой извести. Проведена комплексная реконструкция пылегазоулавливающей установки № 1, которая позволила улучшить экологическую обстановку вокруг предприятия, снизить потери тепла с первичными отходящими газами и обеспечить полное дожигание СО. Ключевым проектом данной программы модернизации стало строительство мелкосортно-проволочного стана, который был введён в эксплуатацию в сентябре 2015 года. В ноябре 2016-го новый цех вышел на проектную мощность производства.

## Структура производства
Сегодня предприятие структурно состоит из четырёх, связанных одной технологической цепочкой производств — сталеплавильное, прокатное, трубное, метизное — и цехов инфраструктуры, подразделений управления жизнедеятельностью предприятия.
Функционирующие на БМЗ два электросталеплавильных цеха на данный момент способны производить около 3 миллионов тонн стали в год. В настоящее время электросталеплавильный цех № 1 осуществляет выплавку и разливку рядовых марок сталей, а электросталеплавильный цех № 2 — конструкционных и легированных. Электросталеплавильные цеха оборудованы тремя дуговыми электропечами суммарной ёмкостью 300 тонн, контролируемыми ЭВМ.
Сортопрокатное производство БМЗ представлено двумя цехами. Сортопрокатный цех № 1 производит выпуск крупносортного и мелкосортного проката, а также катанки. Цех оснащён мелкосортным станом 320, проволочным станом 150 и реверсивным прокатным станом 850. Сортопрокатный цех № 2, запуск в работу которого состоялся в сентябре 2015 года, оснащён мелкосортно-проволочным прокатным станом общей производительностью 700.000 т/год.
Трубное производство представлено трубопрокатным агрегатом, включающим в себя косовалковый прошивной стан, 4-клетевой стан и редукционно-растяжной стан для производства труб, ориентированных преимущественно на нефтегазовую отрасль и машиностроение.
Метизное производство Белорусского металлургического завода представлено тремя сталепроволочными цехами и вспомогательным цехом тары и волок. Перечень выпускаемой ими продукции включает следующие позиции: металлокорд, бортовая бронзированная проволока для автомобильных шин, латунированная проволока для армирования рукавов высокого давления, арматурная, сварочная, пружинная, спицевая, гвоздевая проволока, проволока общего назначения и фибра стальная (анкерная, волновая и микрофибра).

## Современное положение
БМЗ — одно из крупнейших промышленных предприятий Гомельской области и Республики Беларусь. Доля завода в валютной выручке, поступающей в страну из-за рубежа, составляет около 15 %. На данный момент завод несёт убытки. В 2018 году Белорусская металлургическая компания получила чистый убыток в размере 147,45 млн рублей, однако данный убыток меньше на 11,2 %, чем в 2017 году. Также БМЗ имеет высокую долговую нагрузку, и сумма краткосрочных кредитов и займов составляет 2,2 млрд рублей. Существенная часть кредитов (1,78 млрд руб.) представлена кредитами от банков, контролируемых государством.
В июле 2020 года экономический суд Гомельской области предоставил заводу отсрочку в погашении долга одному из поставщиков «в связи с тяжёлым финансовым положением предприятия». После отклонения апелляции адвокат истца заявил, что множество поставщиков пытаются взыскать с БМЗ средства за поставленные товары.
В феврале 2021 года «Наша Ніва» сообщила о частичной передаче задолженности БМЗ государству в лице Министерства финансов Республики Беларусь. Одновременно Министерство финансов, по информации газеты, выпустило номинированные в валюте облигации на 619 миллионов долларов (до 2030 года) и предоставило для погашения части валютной задолженности бюджетный заём в белорусских рублях со сроком погашения до 2050 года. По информации газеты, Минфин и банки договорились о списании 15 % долга предприятия, а схема реструктуризации долгов была закреплена в указе Александра Лукашенко, не публиковавшемся открыто, а предназначенном только для служебного пользования. Также сообщалось о прямом вливании государственных денег в предприятие: по информации Агентства финансовых новостей, была проведена дополнительная эмиссия акций не менее чем на 200 миллионов долларов с выкупом их государством.
Основной собственник — Министерство промышленности Республики Беларусь.

### Забастовка и преследование работников
10 августа 2020 года на заводе началась частичная забастовка, сообщает Telegram-канал «Беларусь головного мозга». Причина забастовки — политическая ситуация вокруг выборов 2020 года.
«Работники БМЗ уведомляют руководство своего предприятия, что в случае нечестных выборов 9 августа 2020 года, мы — заводчане, 10, 11 и 12 августа будем вынуждены бастовать, невзирая ни на что. Мы хотим жить, а не существовать»,— говорится в сообщении работников завода.
1 февраля 2021 года Жлобинский районный суд приговорил трёх работников БМЗ к 3 и 2,5 годам лишения свободы за участие в забастовке. Их осудили по статье 342 УК РБ «Организация групповых действий, грубо нарушающих общественный порядок и сопряжённых с явным неповиновением законным требованиям представителей власти». Суд признал работников виновными в частичной остановке завода: сорвав доставку сырья в сталеплавильные цеха, они вынудили плавильные печи приостановить работу. Четвёртый обвиняемый ранее покинул страну и был объявлен в розыск. Правозащитники признали двоих из них политическими заключёнными.
В октябре 2020 года по меньшей мере два сотрудника БМЗ были уволены через несколько часов после публикации заявления о начале индивидуальной забастовки. В январе-феврале 2021 года четырёх работников БМЗ уволили за попытку создать ячейку независимого профсоюза на предприятии. Международная федерация профсоюзов работников промышленности IndustriALL направила открытое письмо руководству БМЗ с призывом соблюдать права рабочих.

### Санкции
12 мая 2023 года Украина ввела санкции против завода. В августе 2023 года завод попал под санкции Европейского союза. В том же месяце к этим санкциям присоединились Швейцария, Северная Македония, Черногория, Албания, Украина, Босния и Герцеговина, Исландия, Лихтенштейн и Норвегия. Также с августа 2023 года БМЗ, генеральный директор завода Дмитрий Корчик и связанная с заводом компания BEL-KAP-STEEL находятся в санкционном списке США.
В январе 2025 года к санкциям против БМЗ присоединилась Канада.
В конце 2023 вышло несколько журналистских расследований про обход санкций ЕС и США против БМЗ.

## Экспорт продукции
БМЗ — экспортоориентированное предприятие. Экспорт товарной продукции завода составляет 85 % от общего производства. В 2018 году металлопродукция белорусского производства поставлялась в 66 стран. В структуре экспорта БМЗ лидировала Европа (49,1 %), СНГ (24,2 %) и Азия (11,9 %). Доля стран Африки и Америки составила 8,7 % и 6,1 %. В топ-10 импортёров продукции завода вошли Россия, Германия, Литва, Израиль, Украина, Нидерланды, Польша, Египет, Италия и США.
Для организации эффективного сбыта металлопродукции БМЗ имеет разветвлённую товаропроводящую сеть (ТПС). Она представлена 15 предприятиями в различных странах. За каждым из них закреплена своя территория продаж. Через ТПС завод реализуется около 65 % всей производимой металлопродукции.
Общая география экспорта БМЗ за 35-летнюю историю предприятия насчитывает 118 стран мира. Металлопродукция, выпущенная на предприятии, использовалась при строительстве и реконструкциях таких известных объектов как Храм Христа Спасителя, олимпийские объекты в Лондоне и Сочи, волнорезы Панамского канала, Национальная библиотека Беларуси, международный деловой центр Москва-Сити, Национальный стадион (Варшава) и др.

## Качество
Продукция БМЗ оценивается сертификатами соответствия системы менеджмента качества, разработанными организациями TÜV, Bureau Veritas, API, Cares. Среди них — традиционный сертификат соответствия стандарту ISO 9001, а также стандарты IATF 16949 и API Q1, применяемые к продукции для автомобильной и нефтегазовой промышленности. Всего предприятие поддерживает 8 сертификатов соответствия СМК и более 60 сертификатов соответствия на производство различных видов продукции — арматурный и сортовой прокат, трубы, фибру, проволоку различного назначения.

## Реформирование
В 2006 году в соответствии с указом президента № 60 республиканское унитарное предприятие «Белорусский металлургический завод» вошло в состав ПО «Белорусский металлургический завод».
2 января 2012 года РУП «БМЗ» было преобразовано в ОАО «БМЗ».
С 24 августа 2012 года ОАО «БМЗ» — Открытое акционерное общество «Белорусский металлургический завод — управляющая компания холдинга „Белорусская металлургическая компания“».